# Вавилон-5: Збір
«Вавилон-5: Збір» (англ. Babylon 5: The Gathering) — пілотний епізод науково-фантастичного телесеріалу Вавилон-5, що вийшов в ефір 22 лютого 1993 року. Також є першим з шести повнометражних фільмів в франшизі «Вавилон-5».
Фільм охоплює події, які відбуваються приблизно за рік до тих, що відбулися в першому епізоді першого сезону. Після успіху фільму Warner Bros. Television замовив серіал для випуску в травні 1993 року.

## Зміст
У 2257 році земляни і нелюдські істоти збираються в глибині нейтрального простору на новозбудованій станції «Вавилон-5». «Вавилон-5» був побудований як нейтральне місце для обговорення та вирішення питань між п'ятьма основними великими расами галактики — Землею, Нарном, Центавром, Мінбаром і Ворлонами. Командор Джефрі Синклер командує станцією.
Екіпаж чекає прибуття четвертого та останнього посла-неземлянина — посла Коша з імперії Ворлон. З Землі також прибуває транспортний корабель, на борту якого телепатка Літа Олександр, що приєднується до екіпажу станції, і цивільний Дель Варнер. Посол Кош прилетів на два дні раніше, але пробувши на борту станції лічені хвилини, він непритомніє в шлюзовому відділенні. Головний лікар «Вавилону-5», доктор Кайл, проводить медичне розслідування і намагається запобігти смерті Коша. Проте ворлони суворо заборонили дізнаватися який у них вигляд під скафандрами. Синклер наказує Кайлу відкрити скафандр, але приховати всі записи про це. При відкритті скафандра Коша звідти струменить світло.
Начальник служби безпеки Майкл Гарібальді проводить розслідування стану безпеки на станції. Лікар встановлює, що Коша отруїли, посол помирає, тому на станції встановлюють карантин. Тим часом посол Нарна намагається знайти союзників своєму уряду, а посол Центавра після програшу в казино несподівано знаходить позичальника — це Дель Варнер. Побоюючись, що ворлони атакують і знищать станцію, Кайл і Такашима переконують Літу виконати несанкціоноване сканування розуму неритомного Коша. Коли Літа проводить сканування, вона бачить, як командир Синклер отруїв посла. Літа звинувачує Синклера в спробі вбивства. Зібрання ради «Вавилона-5» вирішує видати командира на планету ворлонів для суду. Синклеру повідомляють, що його депортують через дванадцять годин.
Гарібальді підозрює, що Дель Варнер, можливо, був причетний до отруєння Коша. На Землі Варнер у розшуку — за контрабанду технологій. Коли Гарібальді входить у квартиру Варнера, він виявляє його мертвим. Літа входить до медичної лабораторії, де вона починає коригувати деякі пристрої, що підтримують життя Коша; Кайл розуміє, що вона робить та намагається зупинити. Тоді Літа атакує лікаря.
Після подальшого розслідування у приміщеннях Варнера Гарібальді дізнається, що померлий займався контрабандою незаконних предметів між системами, і що останнім часом був у сектоі Антарес, щоб придбати маскувальну сітку — пристрій, який може зробити особу схожою на когось іншого. Екіпаж розуміє, що Кош не був отруєний Синклером, але скоріше за все його отруї хтось, хто використовував сітку задля імітації вигляду Синклера. Оскільки використання такого пристрою призводить до великих витрат енергії, Такашима використовує сканери станції для визначення площ з високою концентрацією використання енергії. Синклер і Гарібальді відправляються в ту частину станції. Водночас ескадра Ворлона прибуває в околиці станції, щоб забрати Синклера.
Синклер і Гарібальді стикаються з таємничим нападником. Гарібальді отримав травму в перестрілці, і Синклер зіткнувся з самим вбивцею. Сіткою, як виявляється, користувався мінбарець. Вбивця є членом касти воїнів Мінбару і хотів дискредитувати Синклера задля помсти за роль командира у війні Землі й Мінбару десять років тому. Синклер запитує вбивцю, чому він це зробив; мінбарець відповідає просто: «у твоїй пам'яті є діра». Мінбарець підриває себе, вибух утворює пробоїну в корпусі станції та зрушує «Вавилон-5» з її осі. Такашима використовує стабілізатори станції для відновлення орбіти.
Делегація Ворлона переконалася, що Синклер невинний, і відкидає звинувачення проти нього. Синклер дозволяє собі відплатити послу Г'Кару — повідомляє, що вживив йому з напоєм нановибухівку. У саду станції Синклер повідомляє Деленн, що сказав убивця-мінбарець — про «дірку» у свідомості Синклера. Деленн стверджує, що це лише стара мінбарська образа. Синклер, однак, розповідає їй, що він воював у останній битві війни Землі з Мінбаром — Битві на лінії, і що в його свідомості існує темних двадцять чотири години — перед тим, як мінбарці здалися, події цих годин він не пригадує.
Такашима повідомляє в етер, що «Вавилон-5» відкритий для вільної торгівлі.